# 丘丁斯卡山
丘丁斯卡山是東南歐的山峰，位於保加利亞和塞爾維亞接壤的邊境，鄰近博西萊格勒，海拔高度1,496米，山體由片麻岩、頁岩和角閃岩組成。